# Piribeg
A Piribeg hegycsúcs a Šar-hegység egyik csúcsa 2524 méteres tengerszint feletti magassággal. A hegycsúcs Észak-Macedónia és Koszovó határán található. A hegycsúcsot a jugoszláv Josip Broz Titoról nevezték el. A csúcs lejtőin található Koszovó legnagyobb síközpontja a Brezovica. A síelőket sífelvonó szállítja fel a hegy lejtőire. 

## Fordítás
- Ez a szócikk részben vagy egészben  a   Piribeg című angol Wikipédia-szócikk ezen változatának fordításán alapul.  Az eredeti cikk szerkesztőit annak laptörténete sorolja fel. Ez a jelzés csupán a megfogalmazás eredetét és a szerzői jogokat jelzi, nem szolgál a cikkben szereplő információk forrásmegjelöléseként.